# Thomas Baumhakl
Thomas Baumhakl est un tireur sportif allemand.

## Palmarès
Thomas Baumhakl a remporté les épreuves Kuchenreuter (original) et Vetterli(original) aux championnats du monde MLAIC organisés en 2004 à Batesville  aux États-Unis  .